# Ocean's Twelve
Ocean's Twelve er en amerikansk film fra 2004. Det er fortsættelsen til Ocean's Eleven, hvor de 11 kriminelle havde en dristig plan, som de udførte, og med Daniel Ocean i spidsen lykkedes det dem at slippe af sted fra Terry Benedict med ca. 160 millioner dollars.
Filmen er som forgængeren instrueret af den Oscar-vindende Steven Soderbergh og rollebesætningen er den oprindelige samt Catherine Zeta-Jones.

## Handling
I denne film bliver den tilbagevundne Tess nummer 12 i "banden", men en duel i tyveri med en fransk mestertyv bliver alligevel en stor opgave for 12 mennesker, specielt grundet et forhold mellem en suveræn politikvinde og Rusty, og det faktum at Terry Benedict med sine bodyguards i ryggen ønsker at få sine penge tilbage – som for de flestes vedkommende allerede er brugt.

## Medvirkende
- George Clooney som Daniel "Danny" Ocean
- Brad Pitt som Rusty Ryan
- Matt Damon som Linus Caldwell
- Catherine Zeta-Jones som politibetjent
- Andy Garcia som Terry Benedict
- Julia Roberts som Tess Ocean
- Casey Affleck som Virgil Malloy
- Scott Caan som Turk Malloy
- Shaobo Qin som Yen
- Bernie Mac som Frank Catton
- Don Cheadle som Basher Tarr
- Carl Reiner som Saul Bloom
- Eddie Jemison som Livingston Dell
- Elliott Gould som Reuben Tishkoff